# Rääsa
Rääsa – wieś w Estonii, w prowincji Virumaa Wschodnia, w gminie Maidla.